# Jean Michel (Dramatiker)
Jean Michel  (* 1430 oder 1435; † 1501 oder 1502) war ein französischer Autor und Dramaturg.

## Leben
Michel war im 15. Jahrhundert Autor und Dramaturg eines bedeutenden Mysterienspiels, einem Genre, in dem ihm Eustache Marcadé und Arnoul Gréban vorausgegangen waren.

## Werke
- Le mystère de la Passion (Angers, 1486), kritisch hrsg. von Omer Jodogne, Gembloux, Duculot, 1959 (113 + 539 S.; dazu Willem Noomen, in: Revue belge de philologie et d’histoire 40, 1962, S. 925–926, französisch).